# Indotyphlus battersbyi
Indotyphlus battersbyi és una espècie d'amfibi de la família dels cecílids. És endèmica de l'oest de l'Índia, on viu a altituds d'entre 300 i 1.300 msnm. Es tracta d'una espècie subterrània. Els seus hàbitats naturals són els vessants dels turons amb herba, els camps de conreu i, possiblement, els boscos secs associats a aquests ecosistemes. Es desconeix si hi ha cap amenaça significativa per a la supervivència d'aquesta espècie. Fou anomenada en honor de l'herpetòleg britànic James Clarence Battersby.